# Czepino
Czepino [t͡ʂɛˈpinɔ] (deutsch Wintersfelde) ist ein Dorf in der polnischen Woiwodschaft Westpommern. Es gehört zur Gmina Gryfino (Gemeinde Greifenhagen) im Powiat Gryfiński (Greifenhagener Kreis).

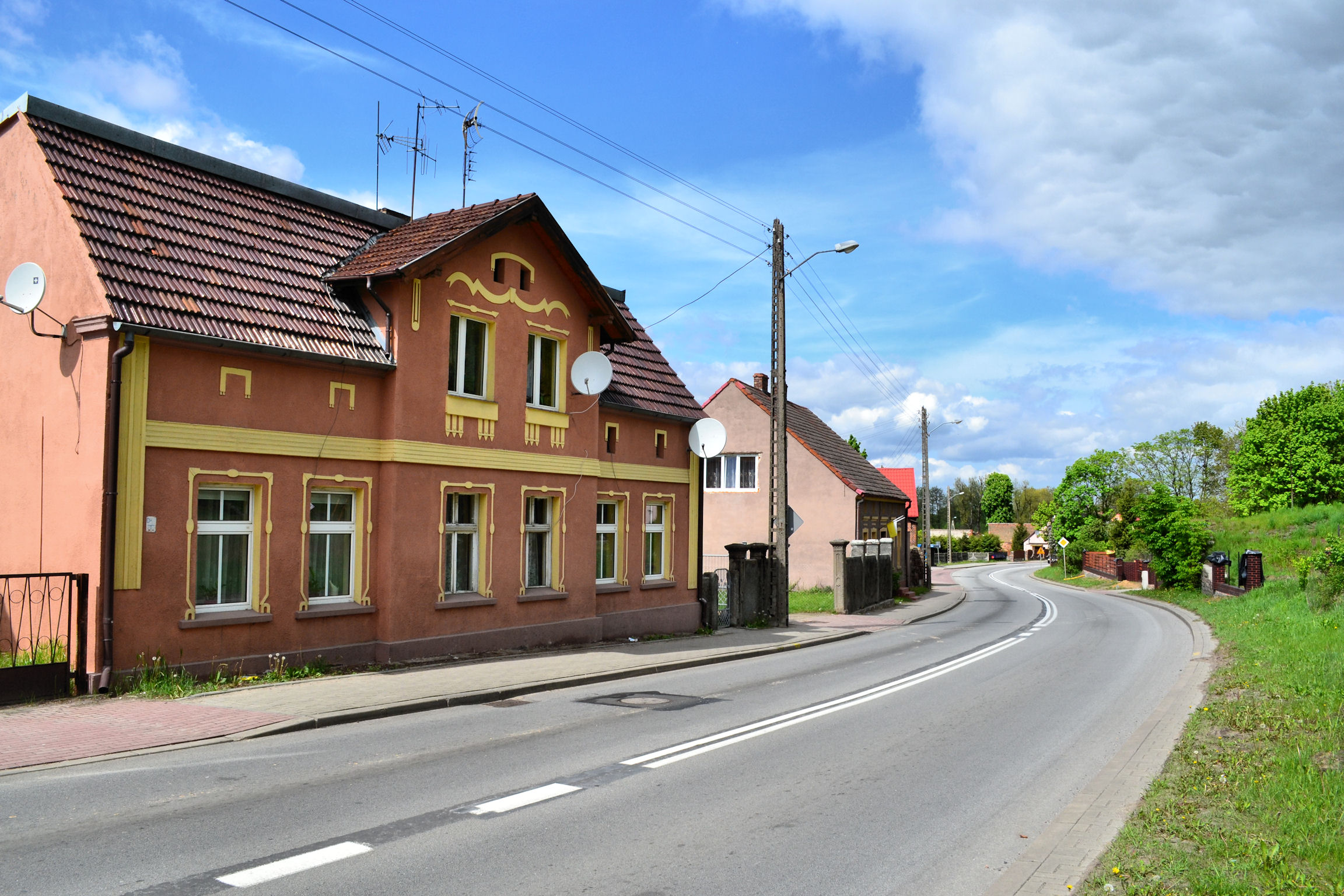
Dorfstraße

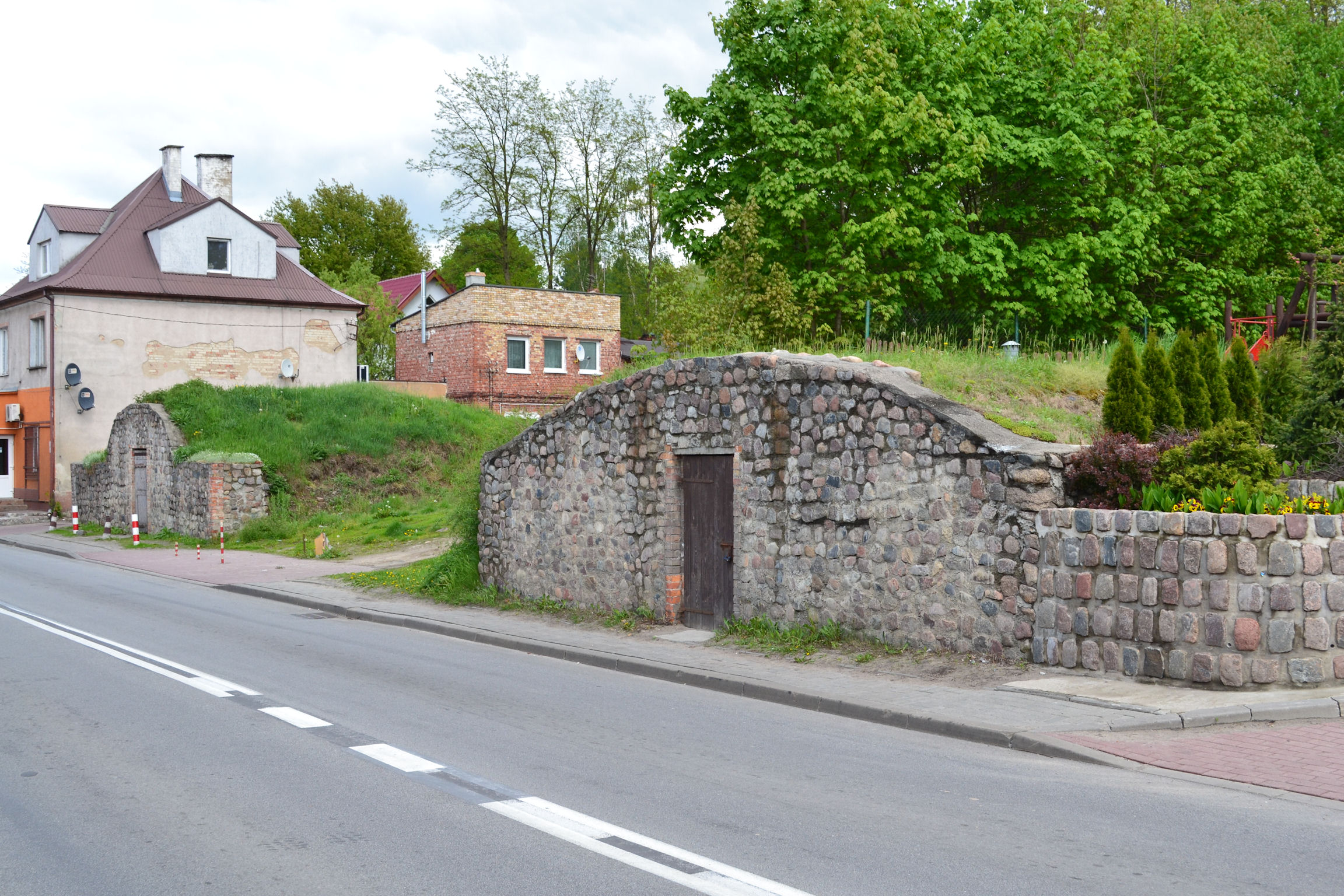
Dorfstraße

## Geographische Lage
Das Dorf liegt in Hinterpommern, etwa vier Kilometer nördlich von Gryfino (Greifenhagen) und etwa 15 Kilometer südlich von Stettin.

## Geschichte
Der preußische König Friedrich II. ließ Wintersfelde 1747–1750 anlegen, um hier „Colonisten“ anzusiedeln.
Bis 1945 bildete Wintersfelde eine Landgemeinde im Landkreis Greifenhagen im Regierungsbezirk Stettin der preußischen Provinz Pommern des Deutschen Reichs. Die Ortschaft war dem Amtsbezirk Eichwerder zugeordnet.
In der Gemeinde gab es neben Wintersfelde keine benannten Wohnplätze.  Im Jahre 1910 zählte die Gemeinde 403 Einwohner, im Jahre 1925 442 Einwohner in 118 Haushaltungen und im Jahre 1939 454 Einwohner.
Am Ende des Zweiten Weltkriegs wurde die Region von der Roten Armee besetzt. Nach Kriegsende wurde Wintersfede zusammen mit Hinterpommern – militärische Sperrgebiete ausgenommen – seitens der sowjetischen Besatzungsmacht der Volksrepublik Polen zur Verwaltung unterstellt. Allmählich begann danach die Zuwanderung von Polen. Die Ortschaft wurde in  „Czepino“ umbenannt. In der Folgezeit wurde die einheimische Bevölkerung von der polnischen Administration aus der Region vertrieben.

## Söhne und Töchter des Ortes
- Hermann Jahnke (1845–1908), deutscher Lehrer und Autor